# Тодд АО

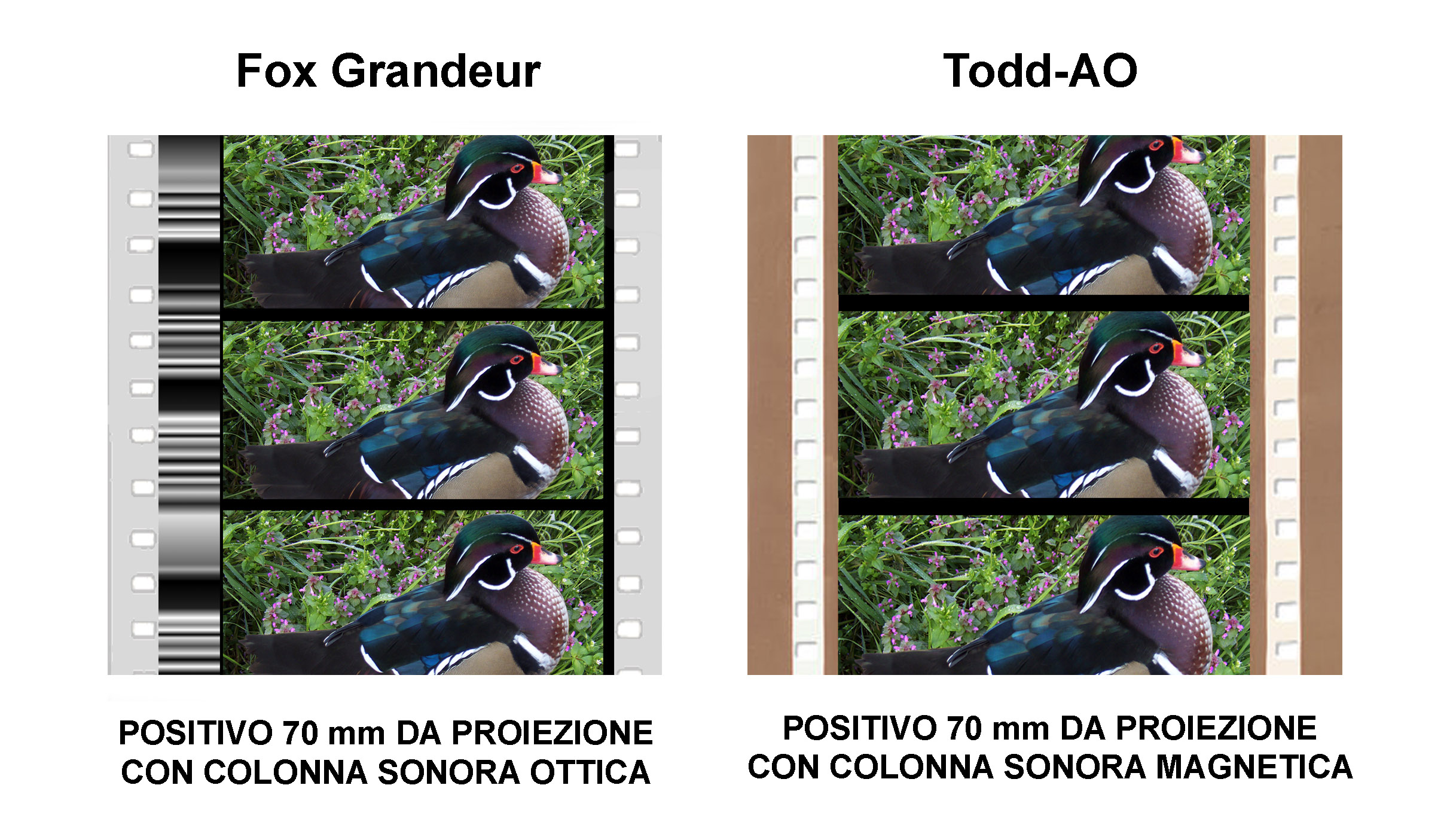
Позитивы широкоформатных киносистем «Грандерфильм» (Fox Grandeur 1929, слева) и «Тодд-АО»

Todd-AO — широкоформатная кинематографическая система, основанная на использовании поперечного кадра негатива на перфорированной киноплёнке шириной 65-мм и сферических (аксиально-симметричных) объективов. Фильмокопии этого формата печатались на 70-мм киноплёнке с таким же расположением кадра. Первая в мире коммерчески успешная широкоформатная киносистема, ставшая основой для большинства остальных, в том числе советской НИКФИ.
Название «Todd-AO» также носит компания, основанная в 1953 году для распространения и эксплуатации киносистемы. В настоящее время она владеет несколькими звукозаписывающими студиями в окрестностях Лос-Анджелеса.

## История создания
Широкоформатная система «Тодд-АО» (англ. Todd-AO) разрабатывалась в качестве более совершенной замены «Синераме». Основные недостатки последней были связаны с использованием трёх 35-мм киноплёнок, изображения с которых совмещались на изогнутом экране цилиндрического профиля. Инициатором разработки новой киносистемы стал один из создателей «Синерамы» — бродвейский бизнесмен и импресарио Майкл Тодд. Он сформулировал пожелание голливудских продюсеров в требовании, которое поставил перед инженерами: «„Синерама“ из одного проекционного окна». Замена нескольких киноплёнок одной широкой позволяла избавиться от нестыковки частичных изображений, неизбежной из-за параллакса трёх съёмочных объективов, а также несовпадения цветопередачи и контраста разных киноплёнок. В 1955 году компанией «Америкен Оптикал» (англ. American Optical Co.) были завершены работы по проектированию линейки оборудования новой системы, которая стала первой коммерчески успешной из всех широкоформатных.

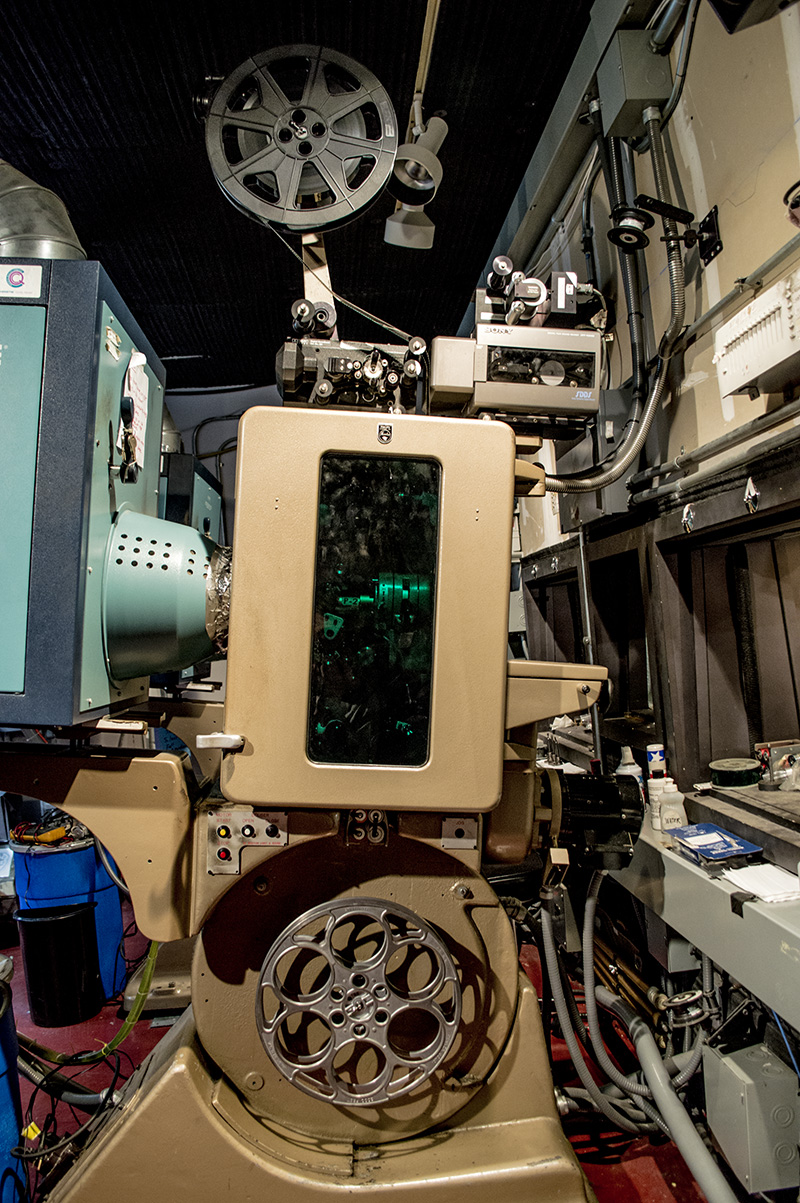
Кинопроектор «Philips DP70», специально разработанный для формата «Todd-AO» и ставший основой для большинства остальных широкоформатных проекторов

Новая система создавалась не на пустом месте: ещё в середине 1920-х годов голливудские кинокомпании пытались внедрить широкие киноплёнки, среди которых наиболее известны форматы «Грандерфильм», «Витаскоп» и «Реалайф». В 1929 году компания «Парамаунт» (англ. Paramount) совместно с французской фирмой «Дебри́» (фр. Debrie) разработала киноплёнку «Магнафильм» (англ. Magna Film) шириной 65-мм с двухсторонней перфорацией Kodak Standard. В 1930 году на ней был отснят и отпечатан немой фильм «Шёпот вампира». Именно эта киноплёнка и была взята за основу при создании нового формата, первоначально носившего прежнее название «Магна». Этому решению способствовало наличие целой линейки киносъёмочной, кинокопировальной и проявочной аппаратуры «Дебри́», хранившейся на складах кинокомпаний со времён Великой депрессии. Часть киносъёмочной аппаратуры была спроектирована заново, но кроме неё для съёмок использовалась камера, созданная Ральфом Фиром (англ. Ralph G. Fear) ещё в 1930 году для другой широкоформатной киносистемы Fearless SuperFilm. При шаге кадра в 5 перфораций его размер на негативе составил 52,58×23 мм, более, чем втрое превысив площадь классического формата. 
Формат 65-мм киноплёнки предполагалось использовать как для негатива, так и для фильмокопий, которые должны были снабжаться семиканальной фонограммой на 35-мм перфорированной магнитной ленте, по стандарту «Синерамы». В результате, на экране должно было получаться широкоэкранное изображение с соотношением сторон 2,28:1. Первый фильм «Оклахома!», премьера которого состоялась в Нью-Йорке 13 октября 1955 года, был отпечатан именно в этом стандарте на 65-мм позитиве с отдельной фонограммой. Однако, достоинства магнитной совмещённой фонограммы только что дебютировавшей киносистемы «Синемаскоп» убедили разработчиков изменить формат фильмокопий, увеличив ширину позитивной киноплёнки до 70-мм для размещения на ней магнитных дорожек. Кроме внешних широких закраин киноплёнки дорожки заняли также часть ширины изнутри перфорации, что привело к сужению кадра позитива, получившего соотношение сторон 2,20:1. Площадь кадрового окна кинопроектора составила 1069 мм² при размерах проецируемой части изображения 48,59×22 мм, позволив пропускать огромный световой поток без риска повреждения киноплёнки. В результате, экран стал значительно крупнее, чем доступный для формата «Синемаскоп» при такой же яркости.
Для новой киносистемы первоначально была выбрана повышенная частота съёмки и проекции 30 кадров в секунду, чтобы скомпенсировать рост заметности мельканий, характерный для больших экранов. При этом, картина «Оклахома!», на которой впервые обкатывался ещё «сырой» формат, снималась одновременно в двух системах: экспериментальной «Тодд-АО» и уже массовой «Синемаскоп». Такое решение использовано для того, чтобы иметь хотя бы один негатив, снятый со стандартной частотой 24 кадра в секунду, и пригодный для печати наиболее востребованных кинопрокатом 35-мм фильмокопий. Трансформация кадровой частоты при печати сопряжена с огромными трудностями и отрицательно сказывается на плавности движения из-за неизбежного пропуска его отдельных фаз. Второй фильм «Вокруг света за 80 дней» снимался двумя одинаковыми аппаратами формата «Тодд-АО», работавшими на разных частотах: 30 и 24 кадров в секунду. Негатив, снятый со стандартной частотой, предназначался для оптической печати в других, более массовых форматах. 
В итоге, увеличенная частота киносъёмки была использована только в двух первых фильмах: после этого для формата принят общемировой стандарт 24 кадра в секунду. Всего по системе «Тодд-АО» было снято 18 полнометражных картин и 5 короткометражек. Формат использовался, в том числе, компанией «Синерама», отказавшейся от оригинальной трёхплёночной системы. Как и остальные широкоформатные киносистемы, «Тодд-АО» применялся для съёмки исходного негатива фильмов до середины 1970-х годов, когда от широкой киноплёнки начали отказываться в пользу «нормальной» 35-мм, фотографические характеристики которой резко улучшились. Широкоформатные «увеличенные» фильмокопии (англ. Blow Up) стали печатать оптическим способом с анаморфированных 35-мм негативов. При сравнительно дешёвой съёмке на обычную киноплёнку это позволило сохранить большой экран, благодаря мощному световому потоку проекторов с крупным кадровым окном. Определённую роль сыграло появление формата IMAX, значительно превосходящего все остальные киносистемы по качеству изображения и зрелищности. Широкоформатный кадр высотой в 5 перфораций, как и близкий по площади «Виставижн», остался как промежуточный носитель при создании спецэффектов. Последний известный фильм «Барака», снятый по системе «Тодд-АО», вышел на экраны в 1992 году.

## Форматы фильмокопий

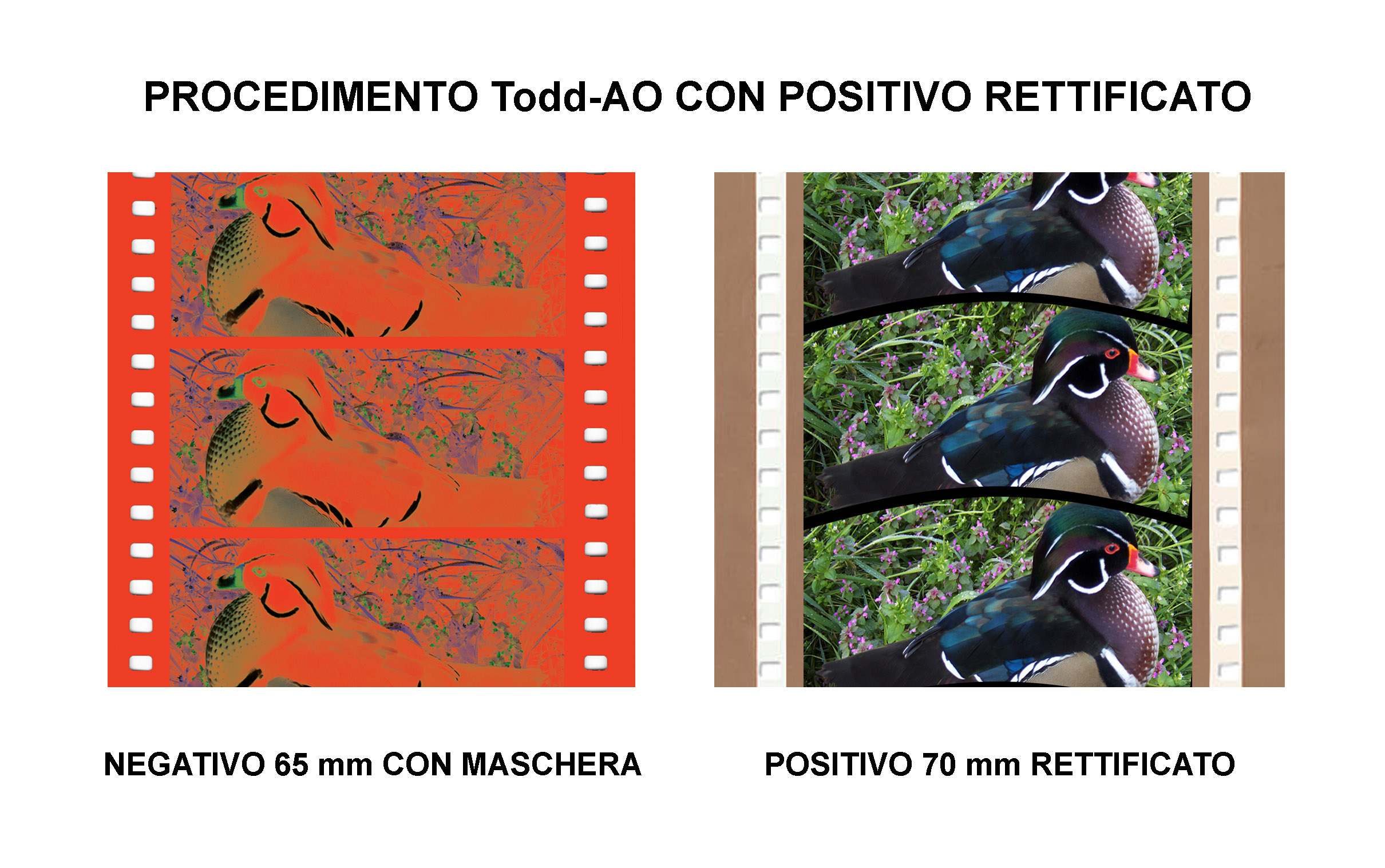
Негатив «Todd-AO» и отпечатанная с него «компенсированная» фильмокопия для проекции на изогнутый экран

Поскольку создание «Тодд-АО» было попыткой усовершенствовать панорамное кино, система рассчитывалась на использование сильно изогнутого экрана с большим горизонтальным углом обзора. Компания «Американ Оптикал» разработала сверхширокоугольные киносъёмочные объективы с фокусным расстоянием 12,7 мм, позволявшие снимать панорамное изображение с горизонтальным углом поля зрения 120°. Майкл Тодд инвестировал в эту разработку огромную сумму в 100 тысяч долларов. Реклама первых фильмов «Тодд-АО» не могла обойти стороной эту особенность, и объективы с большими передними линзами, дающие заметные искажения по краям кадра (англ. Todd-AO Bugeye), стали визитной карточкой формата. Изогнутый экран первых широкоформатных кинотеатров обеспечивал такой же угловой размер изображения для зрителей в первых рядах, немногим уступая «Синераме», дававшей обзор 146°. 
Проекция на такой экран с одной плёнки приводила к искажениям, поэтому часть фильмокопий раннего «Тодд-АО» печаталась по специальной технологии с трансформацией изображения, принимавшего на экране нормальный вид. Были разработаны специальные кинокопировальные аппараты, рассчитанные на оптическую печать, при которой позитивная плёнка изгибалась в фильмовом канале особой формы. Кинопроекторы устанавливались значительно выше, чем в обычных кинотеатрах и с большим углом наклона оптической оси вниз. Это позволяло за счёт косой проекции исправлять часть искажений, привносимых экраном. Для получения равномерной резкости по всему полю экрана были разработаны проекционные объективы «Синеапергон» и «Супер-Киптар» с регулируемой астигматической кривизной поля изображения. Однако, со временем стали очевидны преимущества плоского экрана, пригодного для показа фильмов других форматов, и в 1958 году от изогнутых экранов и предыскажения кадра фильмокопий отказались. С этого момента все фильмокопии «Тодд-АО» печатались контактным способом. 
Формат позитивной киноплёнки 65-мм с отдельной магнитной лентой использовался только для части фильмокопий первой картины «Оклахома!». Копии более поздних фильмов, отпечатанные на 70-мм киноплёнке, снабжались шестиканальной магнитной фонограммой по системе, разработанной компаниями Westrex и Ampex. Четыре полоски магнитного лака наносились на подложку фильмокопии, высушенной после лабораторной обработки, как в системе «Синемаскоп». Две дорожки размещались на широких закраинах 70-мм киноплёнки снаружи перфорации, а две — между перфорацией и изображением. На наружных, более широких дорожках, записывались по два канала, а на внутренних — по одному. Пять каналов использовались для раздельной записи звука фронтальных громкоговорителей, расположенных за экраном в ряд по всей ширине. Шестой канал был эффектным и содержал управляющие сигналы выбора дополнительных громкоговорителей вокруг зала и звуковые эффекты для них. В дальнейшем стандарты фонограммы «Тодд-АО» изменялись в соответствии с прогрессом звукозаписи: в 1977 году внедрена новая система Dolby Baby Boom с шумопонижением Dolby A и двумя эффектными низкочастотными каналами вместо второго и четвёртого фронтальных. С таким звуком впервые отпечатаны «увеличенные» широкоформатные фильмокопии фильма «Звёздные войны. Эпизод IV: Новая надежда». Через два года появился новый стандарт Dolby Split Surround с дополнительным тыловым эффектным каналом вместо одного из фронтальных низкочастотных. 
Собственный прокатный формат на 35-мм киноплёнке, рассчитанный на уменьшенный коэффициент анаморфирования 1,567 при проекции (0,64 при печати) и четырехдорожечной магнитной фонограммой назывался «Тодд-АО Синестейдж» (англ. Todd-AO Cinestage). Он обеспечивал на экране соотношение сторон кадра 2,1:1 и более высокое качество изображения, чем «Синемаскоп», совпадая с последним по размерам кадра и расположению магнитных дорожек. Печать происходила по гидротипной технологии «Техниколор», с изготовлением трёх чёрно-белых цветоделённых анаморфированных контратипов. Формат специальной фильмокопии с таким же коэффициентом анаморфирования на киноплёнке шириной 34-мм со стандартной перфорацией и фонограммой на отдельной 35-мм магнитной ленте использовался только один раз для премьерного показа фильма «Вокруг света за 80 дней» в лондонском кинотеатре «Астория» и в дальнейшем никогда не применялся. 
Формат фильмокопий «Тодд-АО Синестейдж» также не получил широкого распространения из-за необходимости использования нестандартных проекционных объективов, и в дальнейшем 35-мм фильмокопии фильмов «Тодд-АО» печатались оптическим способом в стандартных анаморфированных форматах или в классическом формате с пансканированием. 
Первые кинопроекторы Philips DP70, специально разработанные для демонстрации фильмов «Тодд-АО», весили почти полтонны при стоимости более 6000 долларов. Как и все последующие конструкции, они были двухформатными, позволяя демонстрировать фильмокопии как на 35-мм, так и на 70-мм киноплёнках за счёт применения специального фильмового канала и двухвенцовых зубчатых барабанов с четырьмя рядами зубьев. Впоследствии такое устройство широкоформатных кинопроекторов стало общепринятым, в том числе в СССР. Поскольку для внедрения системы «Тодд-АО» была специально разработана полная линейка аппаратуры для съёмок и кинопоказа, она стала де-факто основой для большинства последующих широкоформатных систем. Например, конструкция основных узлов советского кинопроектора «КП-15А» была очень близка к голландскому прототипу.
Дальнейшим развитием «Тодд-АО» стала система «Дименшн-150» (англ. Dimension 150), основанная на использовании сверхширокоугольных съёмочных объективов и цилиндрического изогнутого экрана типа «Синерама», обеспечивавшего горизонтальный угол обзора до 150°, что отражено в названии. При оптической печати фильмокопий изображение трансформировалось, чтобы компенсировать неизбежные искажения при проекции на такой экран. Кадр фильмокопии был сужен в центре и увеличен по краям и имел подушкообразную форму. По такой системе было снято всего два фильма: «Библия» и «Паттон», которые вышли в широкий прокат в традиционном «Тодд-АО» с показом в оригинальном виде лишь в нескольких специальных кинотеатрах.